# 淀橋太郎
淀橋 太郎（よどばし たろう、1907年（明治40年）5月7日 -  1991年（平成3年）3月3日）は、浅草を中心として活動した軽演劇の脚本家・演出家。本名、臼井一男。弟の高崎三郎も軽演劇の脚本家。
東京生まれ。小学校卒業。 戦後、森川信一座の座付き作家として活躍。浅草国際劇場や新宿コマ劇場で、歌謡ショーや喜劇の作・演出なども手掛けた。
主な作品に戯曲『親バカ三代』、テレビ『笑えば天国』、著書に『ざこ寝の人生』など。 

## 作品

### 映画

#### 脚本
- 頓珍漢桃色騒動（松竹京都、1950年
- 放浪の歌姫（松竹京都、1950年）
- 突貫裸天国（大泉映画、1950年）
- 未完成結婚曲（松竹大船、1952年）
- あんたほんとに凄いわね（松竹大船、1952年）
- 名探偵アジャパー氏（新東宝、1953年）
- 大江戸出世双六（松竹京都、1955年）
- 歌う弥次喜多 黄金道中（松竹京都、1957年）
- 底抜け忍術合戦（宝塚映画、1958年）
- 底抜け忍術合戦  俺は消えるぜ（宝塚映画、1958年）
- 勢揃い江戸っ子長屋（宝塚映画、1958年）
- 大笑い江戸っ子祭（宝塚映画、1959年）

#### 原作
- シミ金の結婚選手（松竹大船、1948年）
- 僕は横丁の人気者 第一部 陽気なゴン兵さん（松竹大船、1955年）
- 僕は横丁の人気者 第二部 フーちゃんの子守唄（松竹大船、1955年）
- 金語楼純情日記 珍遊侠伝（宝塚映画、1957年）
- 坊ちゃん大学（東映東京、1957年）

#### 出演
- 鍵（1983年）

### テレビドラマ
- 月形半平太（NTV、脚本）
- 猿飛小僧（猿飛佐助）（NTV、1954年、脚本）
- エンゼルケーキ（NTV、脚本）
- 迷作劇場（KR、脚本）
- エノケンの爆笑劇場（NTV、1960年、脚本）
- 喜劇 本日発売（CX、1960年、脚本）
- 笑えば天国（CX、1961年 - 1966年、脚本）
- 初笑い珍客往来（CX、1964年 、原作）
- 勢ぞろい珍街道（CX、1964年、演出）
- 雲の上団五郎一座（NET、1965年、脚本）
- 勢ぞろい清水港（CX、1966年、演出・原作・脚本）

## 著書
- ザコ寝の人生（立風書房、1973年）
- 強いばかりが男じゃないと いつか教えてくれたひと―笑いの王様 シミキン（有吉光也・淀橋太郎・滝大作編、リブロポート、1985年）
- 浅草ラプソディー（マルジュ社、1989年）